# Hrvatska izvještajna služba (NDH)
Hrvatska izvještajna služba (HIS), ranije Hrvatski državni novinski ured, tijelo za nadzor i cenzuru novinstva i praćenje kulturnih događaja u NDH.

## Povijest
Osnovao ga je Glavni ustaški stan travnja 1941. godine pod imenom Hrvatski državni novinski ured. Sjedište se nalazilo u Zagrebu. Preuzelo je ulogu predratnog Pressbiroa. Naredbom Predsjedništva Vlade od 15. svibnja 1941. (NN 28/1941) promijenjeno je ime u Hrvatska izvještajna služba.
Ukinuta je 24. siječnja 1942. Odredbom o osnutku Državnog izvještajnog i promičbenog ureda (NN 21/1942) u čiji su Odsjek za novinstvo prešli poslovi ukinutog HIS-a. Tijekom iste godine rečene poslove većinom je preuzelo Glavno ravnateljstvo za promidžbu, kao sljednik DIPU-a, a u jednome segmentu i Izvještajni ured pri Ministarstvu vanjskih poslova NDH.

## Djelatnost
Obavljao je nadzor i cenzuru novina, izdavao dozvole za izlaženje, održavao konferencije za novinstvo, izvješćivao Vladu NDH o pisanju inozemnog tiska i govorenja inozemnih radijskih postajama. U svezi s radijskim postajama u sastavu je imao tzv. prislušnu krugovalnu službu. Inozemne je novinare izvješćivao o aktualnostima s područja NDH.

## Ustroj
HIS je bio ustroja:
1. Ured upravitelja
2. Odsjek za domaći tisak (s Obavještajnim uredom i Pododsjekom za nadzor i organizaciju)
3. Odsjek za inozemni tisak (Krugovalna prislušna služba i Pododsjek za strane novine)
4. Upravni odsjek